# توزع عالمي

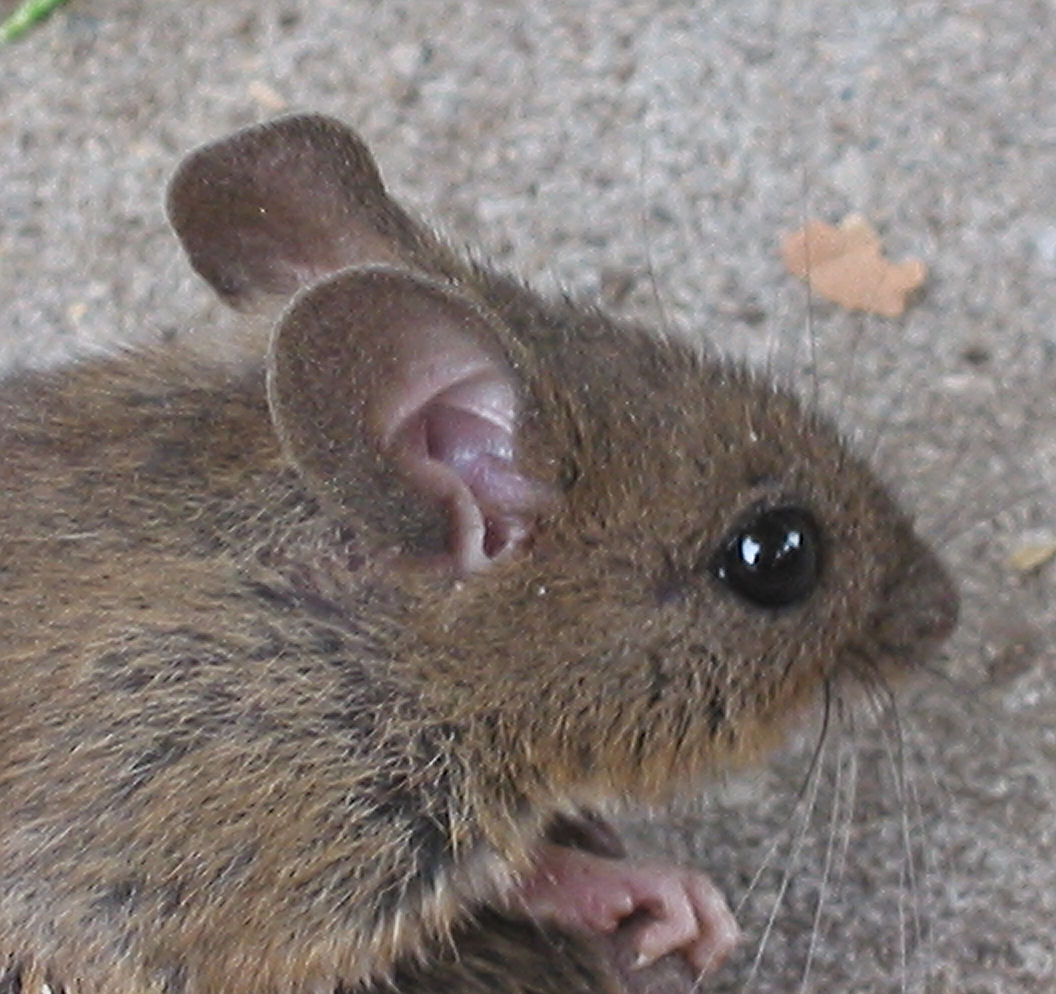

التوزع العالمي في الجغرافيا الحيوية هو أن يشمل نطاق الصنف الحي معظم العالم. وضده التوطن.